# Saison 2021-2022 de Manchester United
Maillots
Chronologie
Saison précédente Saison suivante
La saison 2021-2022 du Manchester United Football Club est la 30e saison du club en Premier League et la 47e saison consécutive dans la première division anglaise.

## Avant-Saison
Pendant la période de repos à l'inter-saison, plusieurs joueurs participent à l'Euro 2020 : Dean Henderson, Harry Maguire, Luke Shaw et Marcus Rashford avec l'Angleterre, Paul Pogba avec la France, Bruno Fernandes avec le Portugal, Scott McTominay avec l'Écosse, David De Gea avec l'Espagne, Victor Lindelöf avec la Suède et Daniel James avec le Pays de Galles et deux joueurs en Copa América : Edinson Cavani avec l'Uruguay et Fred avec le Brésil.

Le club mancunien dispute cinq matchs de pré-saison tous en Angleterre.

## Transferts

### Transferts estivaux
| Nom               | Nationalité    | Poste     | Transfert                    | Provenance/Destination | Division         |
| ----------------- | -------------- | --------- | ---------------------------- | ---------------------- | ---------------- |
| Arrivées          |                |           |                              |                        |                  |
| Jadon Sancho      | Angleterre     | Attaquant | Transfert (85 M€) (5 ans),   | Borussia Dortmund      | Bundesliga       |
| Raphaël Varane    | France         | Défenseur | Transfert (40 M€) (4 ans)    | Real Madrid            | LaLiga Santander |
| Cristiano Ronaldo | Portugal       | Attaquant | Transfert (15 M€) (2 ans)    | Juventus FC            | Serie A          |
| Tom Heaton        | Angleterre     | Gardien   | Transfert libre (2 ans)      | Aston Villa            | Premier League   |
| Diogo Dalot       | Portugal       | Défenseur | Retour de prêt               | AC Milan               | Serie A          |
| Andreas Pereira   | Brésil         | Milieu    | Retour de prêt               | SS Lazio               | Serie A          |
| James Garner      | Angleterre     | Milieu    | Retour de prêt               | Nottingham Forest      | Championship     |
| Tahith Chong      | Pays-Bas       | Milieu    | Retour de prêt               | Club Bruges KV         | Division 1A      |
| Facundo Pellistri | Uruguay        | Attaquant | Retour de prêt               | Deportivo Alavés       | LaLiga Santander |
| Départs           |                |           |                              |                        |                  |
| Daniel James      | Pays de Galles | Milieu    | Transfert (29,10 M€) (5 ans) | Leeds United           | Premier League   |
| Tahith Chong      | Pays-Bas       | Milieu    | Prêt (1 an)                  | Birmingham City        | Championship     |
| Facundo Pellistri | Uruguay        | Attaquant | Prêt (1 an)                  | Deportivo Alavés       | LaLiga Santander |
| Andreas Pereira   | Brésil         | Milieu    | Prêt (1 an)                  | Flamengo               | Serie A          |
| James Garner      | Angleterre     | Milieu    | Prêt (1 an)                  | Nottingham Forest      | Championship     |
| Axel Tuanzebe     | Angleterre     | Défenseur | Prêt (1 an)                  | Aston Villa            | Premier League   |
| Brandon Williams  | Angleterre     | Défenseur | Prêt (1 an)                  | Norwich City           | Premier League   |
| Joel Pereira      | Portugal       | Gardien   | Fin de contrat               | RKC Waalwijk           | Eredivisie       |
| Sergio Romero     | Argentine      | Gardien   | Fin de contrat               | Venise FC              | Serie A          |

### Transferts hivernaux
| Nom               | Nationalité   | Poste     | Transfert      | Provenance/Destination | Division             |
| ----------------- | ------------- | --------- | -------------- | ---------------------- | -------------------- |
| Arrivées          |               |           |                |                        |                      |
| Tahith Chong      | Pays-Bas      | Milieu    | Retour de prêt | Birmingham City        | Championship         |
| Départs           |               |           |                |                        |                      |
| Amad Diallo       | Côte d'Ivoire | Attaquant | Prêt (6 mois)  | Rangers FC             | Scottish Premiership |
| Anthony Martial   | France        | Attaquant | Prêt (6 mois)  | Séville FC             | LaLiga Santander     |
| Donny van de Beek | Pays-Bas      | Milieu    | Prêt (6 mois)  | Everton FC             | Premier League       |
| Axel Tuanzebe     | Angleterre    | Défenseur | Prêt (6 mois)  | SSC Naples             | Serie A              |

## Compétitions
| Premier League      | FA Cup                                              | League Cup                                 | Ligue des champions                                  |
| ------------------- | --------------------------------------------------- | ------------------------------------------ | ---------------------------------------------------- |
| 6e places 58 points | 1/16 finale Face à Middlesbrough FC (1 - 1) (7 - 8) | 1/16 finale Face à West Ham United (0 - 1) | 1/8 finale Face à Atlético de Madrid (1 - 1) (0 - 1) |
| 16V 10N 12D         | 1V 1N 0D                                            | 0V 0N 1D                                   | 3V 3N 2D                                             |
| TOTAL : 20V 14N 15D |                                                     |                                            |                                                      |

### Classement
| Rang | Équipe            | Pts | J  | G  | N  | P  | Bp | Bc | Diff | Qualification ou relégation                                      |
| ---- | ----------------- | --- | -- | -- | -- | -- | -- | -- | ---- | ---------------------------------------------------------------- |
| 4    | Tottenham Hotspur | 71  | 38 | 22 | 5  | 11 | 69 | 40 | +29  | Qualification pour la phase de groupes de la Ligue des champions |
| 5    | Arsenal FC        | 69  | 38 | 22 | 3  | 13 | 61 | 48 | +13  | Qualification pour la phase de groupes de la Ligue Europa        |
| 6    | Manchester United | 58  | 38 | 16 | 10 | 12 | 57 | 57 | 0    | Qualification pour la phase de groupes de la Ligue Europa        |
| 7    | West Ham United   | 56  | 38 | 16 | 8  | 14 | 60 | 51 | +9   | Qualification pour les barrages de la Ligue Europa Conférence    |
| 8    | Leicester City S  | 52  | 38 | 14 | 10 | 14 | 62 | 59 | +3   |                                                                  |

#### Évolution du classement et des résultats
Nota : l'ordre des journées est celui dans lequel elles ont été jouées. La place au classement est celle à l'issue du week-end ou du milieu de semaine.
| Journée   | 1 | 2 | 3 | 4 | 5 | 6 | 7 | 8 | 9 | 10 | 11 | 12 | 13 | 14 | 15 | 16 | 19 | 20 | 21 | 22 | 17 | 23 | 24 | 25 | 18 | 26 | 27 | 28 | 29 | 31 | 32 | 33 | 30 | 34 | 37 | 35 | 36 | 38 |
| --------- | - | - | - | - | - | - | - | - | - | -- | -- | -- | -- | -- | -- | -- | -- | -- | -- | -- | -- | -- | -- | -- | -- | -- | -- | -- | -- | -- | -- | -- | -- | -- | -- | -- | -- | -- |
| Résultats | V | N | V | V | V | D | N | D | D | V  | D  | D  | N  | V  | V  | V  | N  | V  | D  | N  | V  | V  | N  | N  | V  | V  | N  | D  | V  | N  | D  | V  | D  | D  | N  | V  | D  | D  |
| Place     | 1 | 6 | 3 | 1 | 3 | 4 | 4 | 6 | 7 | 5  | 7  | 8  | 8  | 7  | 6  | 5  | 7  | 6  | 7  | 7  | 6  | 4  | 5  | 5  | 4  | 4  | 4  | 5  | 5  | 5  | 7  | 5  | 6  | 6  | 6  | 6  | 6  | 6  |

### Ligue des Champions
| Rang | Équipe            | Pts | J | G | N | P | Bp | Bc | Diff |  | Résultats (▼ dom., ► ext.) |     |     |     |     |
| ---- | ----------------- | --- | - | - | - | - | -- | -- | ---- |  | -------------------------- | --- | --- | --- | --- |
| 1    | Manchester United | 11  | 6 | 3 | 2 | 1 | 11 | 8  | +3   |  | Manchester United          |     | 2-1 | 3-2 | 1-1 |
| 2    | Villarreal CF     | 10  | 6 | 3 | 1 | 2 | 12 | 9  | +3   |  | Villarreal CF              | 0-2 |     | 2-2 | 2-0 |
| 3    | Atalanta Bergame  | 6   | 6 | 1 | 3 | 2 | 12 | 13 | -1   |  | Atalanta Bergame           | 2-2 | 2-3 |     | 1-0 |
| 4    | BSC Young Boys    | 5   | 6 | 1 | 2 | 3 | 7  | 12 | -5   |  | BSC Young Boys             | 2-1 | 1-4 | 3-3 |     |

### Statistiques collectives
| Compétition         | Débute au tour           | Termine                  | Matches joués | Gagnés | Nuls | Perdus | Buts pour | Buts contre | Différence |
| ------------------- | ------------------------ | ------------------------ | ------------- | ------ | ---- | ------ | --------- | ----------- | ---------- |
| Premier League      | -                        | 6e                       | 38            | 16     | 10   | 12     | 57        | 57          | 0          |
| Coupe d'Angleterre  | 3e tour (1/32 de finale) | 4e tour (1/16 de finale) | 2             | 1      | 1    | 0      | 2         | 1           | +1         |
| Coupe de la Ligue   | 1/16 de finale           | 1/16 de finale           | 1             | 0      | 0    | 1      | 0         | 1           | -1         |
| Ligue des Champions | Phase de groupe          | 1/8 de finale            | 8             | 3      | 3    | 2      | 12        | 10          | +2         |
| Total               | Total                    | Total                    | 49            | 20     | 14   | 15     | 71        | 69          | +2         |

### Statistiques individuelles
(En italique, les joueurs partis en cours de saison)
Mise à jour le 7 mai 2022
| N  | P | Nat. | Nom                | Premier League | Premier League | Premier League | FA Cup | FA Cup      | FA Cup         | League Cup | League Cup  | League Cup     | Ligue des Champions | Ligue des Champions | Ligue des Champions | Total | Total       | Total          |
| N  | P | Nat. | Nom                | MJ             | But inscrit    | Passe décisive | MJ     | But inscrit | Passe décisive | MJ         | But inscrit | Passe décisive | MJ                  | But inscrit         | Passe décisive      | MJ    | But inscrit | Passe décisive |
| -- | - | ---- | ------------------ | -------------- | -------------- | -------------- | ------ | ----------- | -------------- | ---------- | ----------- | -------------- | ------------------- | ------------------- | ------------------- | ----- | ----------- | -------------- |
| 1  | G |      | David de Gea       | 38             | 0              | 0              | 1      | 0           | 0              | 0          | 0           | 0              | 7                   | 0                   | 0                   | 46    | 0           | 0              |
| 13 | G |      | Lee Grant          | 0              | 0              | 0              | 0      | 0           | 0              | 0          | 0           | 0              | 0                   | 0                   | 0                   | 0     | 0           | 0              |
| 22 | G |      | Tom Heaton         | 0              | 0              | 0              | 0      | 0           | 0              | 0          | 0           | 0              | 1                   | 0                   | 0                   | 1     | 0           | 0              |
| 26 | G |      | Dean Henderson     | 0              | 0              | 0              | 1      | 0           | 0              | 1          | 0           | 0              | 1                   | 0                   | 0                   | 3     | 0           | 0              |
| 2  | D |      | Victor Lindelöf    | 28             | 0              | 2              | 1      | 0           | 0              | 1          | 0           | 0              | 5                   | 0                   | 0                   | 35    | 0           | 2              |
| 3  | D |      | Éric Bailly        | 4              | 0              | 0              | 0      | 0           | 0              | 1          | 0           | 0              | 2                   | 0                   | 0                   | 7     | 0           | 0              |
| 4  | D |      | Phil Jones         | 4              | 0              | 0              | 1      | 0           | 0              | 0          | 0           | 0              | 0                   | 0                   | 0                   | 5     | 0           | 0              |
| 5  | D |      | Harry Maguire      | 30             | 1              | 0              | 1      | 0           | 0              | 0          | 0           | 0              | 6                   | 1                   | 0                   | 37    | 2           | 0              |
| 19 | D |      | Raphaël Varane     | 22             | 1              | 1              | 2      | 0           | 0              | 0          | 0           | 0              | 5                   | 0                   | 0                   | 29    | 1           | 1              |
| 20 | D |      | Diogo Dalot        | 24             | 0              | 0              | 2      | 0           | 0              | 1          | 0           | 0              | 3                   | 0                   | 0                   | 30    | 0           | 0              |
| 23 | D |      | Luke Shaw          | 20             | 0              | 3              | 2      | 0           | 0              | 0          | 0           | 0              | 5                   | 0                   | 2                   | 27    | 0           | 5              |
| 27 | D |      | Alex Telles        | 21             | 0              | 4              | 0      | 0           | 0              | 1          | 0           | 0              | 4                   | 1                   | 0                   | 26    | 1           | 4              |
| 29 | D |      | Aaron Wan-Bissaka  | 20             | 0              | 0              | 0      | 0           | 0              | 0          | 0           | 0              | 6                   | 0                   | 0                   | 26    | 0           | 0              |
| 43 | D |      | Teden Mengi        | 0              | 0              | 0              | 0      | 0           | 0              | 0          | 0           | 0              | 1                   | 0                   | 0                   | 1     | 0           | 0              |
| 6  | M |      | Paul Pogba         | 20             | 1              | 9              | 1      | 0           | 0              | 0          | 0           | 0              | 6                   | 0                   | 0                   | 27    | 1           | 9              |
| 8  | M |      | Juan Mata          | 7              | 0              | 0              | 1      | 0           | 0              | 1          | 0           | 0              | 3                   | 0                   | 0                   | 12    | 0           | 0              |
| 14 | M |      | Jesse Lingard      | 16             | 2              | 0              | 1      | 0           | 0              | 1          | 0           | 0              | 4                   | 0                   | 1                   | 22    | 2           | 1              |
| 17 | M |      | Fred               | 28             | 4              | 5              | 2      | 0           | 1              | 0          | 0           | 0              | 6                   | 0                   | 0                   | 36    | 4           | 6              |
| 18 | M |      | Bruno Fernandes    | 36             | 10             | 6              | 2      | 0           | 1              | 1          | 0           | 0              | 7                   | 0                   | 7                   | 46    | 10          | 14             |
| 31 | M |      | Nemanja Matić      | 23             | 0              | 4              | 0      | 0           | 0              | 1          | 0           | 0              | 8                   | 0                   | 0                   | 32    | 0           | 4              |
| 39 | M |      | Scott McTominay    | 30             | 1              | 1              | 2      | 1           | 0              | 0          | 0           | 0              | 5                   | 0                   | 0                   | 37    | 2           | 1              |
| 44 | M |      | Tahith Chong       | 0              | 0              | 0              | 0      | 0           | 0              | 0          | 0           | 0              | 0                   | 0                   | 0                   | 0     | 0           | 0              |
| 46 | M |      | Hannibal Mejbri    | 2              | 0              | 0              | 0      | 0           | 0              | 0          | 0           | 0              | 0                   | 0                   | 0                   | 2     | 0           | 0              |
| 72 | M |      | Charlie Savage     | 0              | 0              | 0              | 0      | 0           | 0              | 0          | 0           | 0              | 1                   | 0                   | 0                   | 1     | 0           | 0              |
| 73 | M |      | Zidane Iqbal       | 0              | 0              | 0              | 0      | 0           | 0              | 0          | 0           | 0              | 1                   | 0                   | 0                   | 1     | 0           | 0              |
| 75 | M |      | Alejandro Garnacho | 2              | 0              | 0              | 0      | 0           | 0              | 0          | 0           | 0              | 0                   | 0                   | 0                   | 2     | 0           | 0              |
| -  | M |      | Daniel James       | 2              | 0              | 0              | 0      | 0           | 0              | 0          | 0           | 0              | 0                   | 0                   | 0                   | 2     | 0           | 0              |
| -  | M |      | Donny van de Beek  | 8              | 1              | 0              | 1      | 0           | 0              | 1          | 0           | 0              | 4                   | 0                   | 0                   | 14    | 1           | 0              |
| 7  | A |      | Cristiano Ronaldo  | 30             | 18             | 3              | 1      | 0           | 0              | 0          | 0           | 0              | 7                   | 6                   | 0                   | 38    | 24          | 3              |
| 10 | A |      | Marcus Rashford    | 25             | 4              | 2              | 2      | 0           | 0              | 0          | 0           | 0              | 5                   | 1                   | 0                   | 32    | 5           | 2              |
| 11 | A |      | Mason Greenwood    | 18             | 5              | 1              | 1      | 0           | 0              | 1          | 0           | 0              | 4                   | 1                   | 1                   | 24    | 6           | 2              |
| 21 | A |      | Edinson Cavani     | 15             | 2              | 1              | 1      | 0           | 0              | 0          | 0           | 0              | 4                   | 0                   | 0                   | 20    | 2           | 1              |
| 25 | A |      | Jadon Sancho       | 29             | 3              | 3              | 1      | 1           | 0              | 1          | 0           | 0              | 7                   | 1                   | 0                   | 38    | 5           | 3              |
| 36 | A |      | Anthony Elanga     | 21             | 2              | 2              | 2      | 0           | 0              | 1          | 0           | 0              | 3                   | 1                   | 0                   | 27    | 3           | 2              |
| 47 | A |      | Shola Shoretire    | 1              | 0              | 0              | 0      | 0           | 0              | 0          | 0           | 0              | 1                   | 0                   | 0                   | 2     | 0           | 0              |
| -  | A |      | Amad Diallo        | 0              | 0              | 0              | 0      | 0           | 0              | 0          | 0           | 0              | 1                   | 0                   | 0                   | 1     | 0           | 0              |
| -  | A |      | Anthony Martial    | 8              | 1              | 0              | 0      | 0           | 0              | 1          | 0           | 0              | 2                   | 0                   | 0                   | 11    | 1           | 0              |

### Discipline
| N  | P | Nat. | Nom                | Premier League | Premier League | FA Cup | FA Cup       | League Cup | League Cup   | Ligue des Champions | Ligue des Champions | Total  | Total        |
| N  | P | Nat. | Nom                | Averti         | Carton rouge   | Averti | Carton rouge | Averti     | Carton rouge | Averti              | Carton rouge        | Averti | Carton rouge |
| -- | - | ---- | ------------------ | -------------- | -------------- | ------ | ------------ | ---------- | ------------ | ------------------- | ------------------- | ------ | ------------ |
| 1  | G |      | David de Gea       | 0              | 0              | 0      | 0            | 0          | 0            | 0                   | 0                   | 0      | 0            |
| 13 | G |      | Lee Grant          | 0              | 0              | 0      | 0            | 0          | 0            | 0                   | 0                   | 0      | 0            |
| 22 | G |      | Tom Heaton         | 0              | 0              | 0      | 0            | 0          | 0            | 0                   | 0                   | 0      | 0            |
| 26 | G |      | Dean Henderson     | 0              | 0              | 0      | 0            | 0          | 0            | 0                   | 0                   | 0      | 0            |
| 2  | D |      | Victor Lindelöf    | 4              | 0              | 0      | 0            | 0          | 0            | 1                   | 0                   | 5      | 0            |
| 3  | D |      | Éric Bailly        | 1              | 0              | 0      | 0            | 0          | 0            | 0                   | 0                   | 1      | 0            |
| 4  | D |      | Phil Jones         | 0              | 0              | 0      | 0            | 0          | 0            | 0                   | 0                   | 0      | 0            |
| 5  | D |      | Harry Maguire      | 9              | 1              | 0      | 0            | 0          | 0            | 0                   | 0                   | 9      | 1            |
| 19 | D |      | Raphaël Varane     | 0              | 0              | 0      | 0            | 0          | 0            | 1                   | 0                   | 1      | 0            |
| 20 | D |      | Diogo Dalot        | 4              | 0              | 1      | 0            | 0          | 0            | 1                   | 0                   | 6      | 0            |
| 23 | D |      | Luke Shaw          | 8              | 0              | 1      | 0            | 0          | 0            | 2                   | 0                   | 11     | 0            |
| 27 | D |      | Alex Telles        | 1              | 0              | 0      | 0            | 0          | 0            | 2                   | 0                   | 3      | 0            |
| 29 | D |      | Aaron Wan-Bissaka  | 2              | 0              | 0      | 0            | 0          | 0            | 0                   | 1                   | 2      | 1            |
| 43 | D |      | Teden Mengi        | 0              | 0              | 0      | 0            | 0          | 0            | 0                   | 0                   | 0      | 0            |
| 6  | M |      | Paul Pogba         | 7              | 1              | 1      | 0            | 0          | 0            | 0                   | 0                   | 8      | 1            |
| 8  | M |      | Juan Mata          | 0              | 0              | 0      | 0            | 0          | 0            | 0                   | 0                   | 0      | 0            |
| 14 | M |      | Jesse Lingard      | 1              | 0              | 0      | 0            | 0          | 0            | 0                   | 0                   | 1      | 0            |
| 17 | M |      | Fred               | 5              | 0              | 2      | 0            | 0          | 0            | 1                   | 0                   | 8      | 0            |
| 18 | M |      | Bruno Fernandes    | 10             | 0              | 0      | 0            | 0          | 0            | 0                   | 0                   | 10     | 0            |
| 31 | M |      | Nemanja Matić      | 3              | 0              | 0      | 0            | 0          | 0            | 2                   | 0                   | 5      | 0            |
| 39 | M |      | Scott McTominay    | 9              | 0              | 0      | 0            | 0          | 0            | 1                   | 0                   | 10     | 0            |
| 44 | M |      | Tahith Chong       | 0              | 0              | 0      | 0            | 0          | 0            | 0                   | 0                   | 0      | 0            |
| 46 | M |      | Hannibal Mejbri    | 2              | 0              | 0      | 0            | 0          | 0            | 0                   | 0                   | 2      | 0            |
| 72 | M |      | Charlie Savage     | 0              | 0              | 0      | 0            | 0          | 0            | 0                   | 0                   | 0      | 0            |
| 73 | M |      | Zidane Iqbal       | 0              | 0              | 0      | 0            | 0          | 0            | 0                   | 0                   | 0      | 0            |
| 75 | M |      | Alejandro Garnacho | 0              | 0              | 0      | 0            | 0          | 0            | 0                   | 0                   | 0      | 0            |
| -  | M |      | Daniel James       | 0              | 0              | 0      | 0            | 0          | 0            | 0                   | 0                   | 0      | 0            |
| -  | M |      | Donny van de Beek  | 0              | 0              | 0      | 0            | 0          | 0            | 1                   | 0                   | 1      | 0            |
| 7  | A |      | Cristiano Ronaldo  | 8              | 0              | 0      | 0            | 0          | 0            | 1                   | 0                   | 9      | 0            |
| 10 | A |      | Marcus Rashford    | 2              | 0              | 0      | 0            | 0          | 0            | 1                   | 0                   | 3      | 0            |
| 11 | A |      | Mason Greenwood    | 1              | 0              | 0      | 0            | 0          | 0            | 1                   | 0                   | 2      | 0            |
| 21 | A |      | Edinson Cavani     | 0              | 0              | 0      | 0            | 0          | 0            | 1                   | 0                   | 1      | 0            |
| 25 | A |      | Jadon Sancho       | 0              | 0              | 0      | 0            | 0          | 0            | 0                   | 0                   | 0      | 0            |
| 36 | A |      | Anthony Elanga     | 0              | 0              | 0      | 0            | 0          | 0            | 0                   | 0                   | 0      | 0            |
| 47 | A |      | Shola Shoretire    | 0              | 0              | 0      | 0            | 0          | 0            | 1                   | 0                   | 1      | 0            |
| -  | A |      | Amad Diallo        | 0              | 0              | 0      | 0            | 0          | 0            | 0                   | 0                   | 0      | 0            |
| -  | A |      | Anthony Martial    | 0              | 0              | 0      | 0            | 0          | 0            | 0                   | 0                   | 0      | 0            |

## Équipe-type
Il s'agit de la formation la plus courante rencontrée durant la saison.

### Récompenses et distinctions
Chaque mois, les internautes votent sur le site du club pour élire, parmi plusieurs propositions, le meilleur joueur de l'équipe.
| Mois      | Premier           | Deuxième          | Troisième       |
| --------- | ----------------- | ----------------- | --------------- |
| Août      | Mason Greenwood   | Paul Pogba        | Bruno Fernandes |
| Septembre | Cristiano Ronaldo | ?                 | ?               |
| Octobre   | Cristiano Ronaldo | David de Gea      | Marcus Rashford |
| Novembre  | David de Gea      | Cristiano Ronaldo | Jadon Sancho    |
| Décembre  | David de Gea      | Cristiano Ronaldo | Fred            |
| Janvier   | David de Gea      | Scott McTominay   | Bruno Fernandes |
| Février   | Jadon Sancho      | Anthony Elanga    | Raphaël Varane  |
| Mars      | Cristiano Ronaldo | Jadon Sancho      | Fred            |
| Avril     | Cristiano Ronaldo | ?                 | ?               |

- Joueur de l'année (trophée Sir Matt Busby) :  Cristiano Ronaldo[31]
- Joueur de l'année selon les joueurs :  David de Gea[32]
- Plus beau but de la saison :  Cristiano Ronaldo[33]
- Joueur(s) élu(s) joueur du mois en Premier League :  Ronaldo (septembre 2021),  de Gea (janvier 2022),  Ronaldo (avril 2022)
- Membre(s) du club dans l'équipe-type de la saison en Premier League :  Cristiano Ronaldo[34]